# استان فوکویی

جایگاه استان فوکوئی در ژاپن.

استان فوکوئی یکی از استانهای کشور ژاپن است که در جزیره هونشو قرار گرفته‌است. مساحت آن ۴۱۸۹ کیلومترمربع می‌باشد. جمعیت این استان در سال ۲۰۰۵ بیش از ۸۲۱۵۸۹ نفر برآورد شده‌است.
استان فوکوئی از نظر تقسیمات کشوری بخشی از ناحیه چوبو به حساب می‌آید. مرکز این استان شهر فوکوئی است.